# Jevhen Hlyva
Jevhen Mykolajovyč Hlyva (in ucraino Євген Миколайович Глива?; 10 novembre 1983) è un ultramaratoneta ucraino che vive a Sumy, in Ucraina.

## Biografia
Glyva è un allenatore di atletica leggera di categorie giovanili ed ha iniziato a correre lunghe distanze nel 2010 raggiungendo velocemente successo internazionale. Il suo primo risultato importante è stato raggiunto nel maggio 2010 con la quarta posizione alla 100 km del Passatore, nel 2011 ha vinto la 100 km della Notte delle Fiandre. Dopo un paio di anni di esperienza (2012-2013) con ottimi piazzamenti nelle più importanti competizioni internazionali, la sua carriera è esplosa con la vittoria della Strasimeno nel 2014 e il podio alla Wings for Life World Run e alla Oman desert marathon.
Il suo anno migliore, fino ad oggi, è stato il 2015 con la vittoria della Swiss Alpine Marathon e della maratona di Kiev, e raggiungendo il podio della Strasimeno, della Oman desert marathon, della 50 km di Romagna, della Pistoia-Abetone Ultramarathon e della 7 valleys run ultramarathon (Poland).
Dal 2014 al 2019 Evgenii si allena in Italia a Campiglia d'Orcia all´inizio dell´estate per prepararsi alle corse in montagna.
Nel 2016 ha confermato la sua leadership come ultramaratoneta e mountain runner con la vittoria (e record della gara) della Strasimeno e della Wings for Life World Run Austria, la seconda posizione alla Swiss Alpine Marathon e alla Oman desert marathon e la terza posizione alla Zermatt Marathon e alla maratona di Kiev.
Nel 2017 non ha gareggiato causa operazione al tendine di Achille. 
Nel 2018 è tornato alla vittoria con la Kiev Euro marathon e la El Mamoon ultramarathon conquistando anche il podio in altre importanti manifestazioni internazionali. 
Il 2019 è stato un anno di transizione a causa di nuovi problemi fisici, seguito dai due anni di covid e dalla guerra in Ucraina.  
Dal 2022 Evgenii vive e si allena a Castiglione del Lago a causa della guerra in Ucraina. 
Dopo 4 anni di problemi e la nuova vita in Italia, nel 2023 ricomincia ad allenarsi con costanza ottenenedo il secondo posto alla Qatar East to West 90 km. 
Il 2024 inizia con il terzo posto alla Maratona di San Valentino (Terni) e la vittoria della Strasimeno (dieci anni dopo la prima vittoria nella stessa manifestazione).  

## Palmarès

### Vittorie
- Ultramarathon des RTL 2010
- Notte delle Fiandre 2011
- Ultramarathon des RTL 2012
- Strasimeno 2014
- Swiss Alpine Marathon 2015
- Maratona di Kiev 2015
- Maratona di Visegrad 2015
- Strasimeno 2016, (con record della corsa)
- Wings for Life World Run Austria 2016
- Kiev Euro marathon 2018
- Al Marmoon ultramarathon 50 km 2018
- Strasimeno 2024

### Seconda posizione
- Strasimeno 2012
- 100 km del Passatore 2013
- Strasimeno 2015
- Oman desert Marathon 2015
- Swiss Alpine Marathon 2016
- Oman desert Marathon 2016
- Strasimeno 2018
- Qatar East to West 90 km 2023

### Terza posizione
- Wings for Life World Run 2014
- Oman desert marathon 2014
- 50 km di Romagna 2015
- Pistoia-Abetone Ultramarathon 2015
- 7 valleys run ultramarathon 2015
- Zermatt Marathon 2016
- Maratona di Kiev 2016
- ATB Dnipro marathona 2018
- Oman desert marathon 2019
- Maratona di San Valentino 2024